# Stalettì
Stalettìközség (comune) Olaszország Calabria régiójában, Catanzaro megyében.

## Fekvése
A megye délkeleti részén fekszik, a Jón-tenger partján. Határai: Montauro és Squillace.

## Története
A települést valószínűleg a szaracénok által, a 9. században elpusztított Lissitania lakosai alapították. Az egykori település romjai a Santa Maria del Mare Régészeti Parkban láthatók. Középkori épületeinek nagy része az 1783-as calabriai földrengésben elpusztult. A 19. század elején vált önálló községgé, amikor a Nápolyi Királyságban felszámolták a feudalizmust.

## Népessége
A népesség számának alakulása:

## Főbb látnivalói
- Santa Maria del Mare-templom
- San Gregorio-templom
- Santa Maria del Mare Régészeti Park